# Roberto Accornero

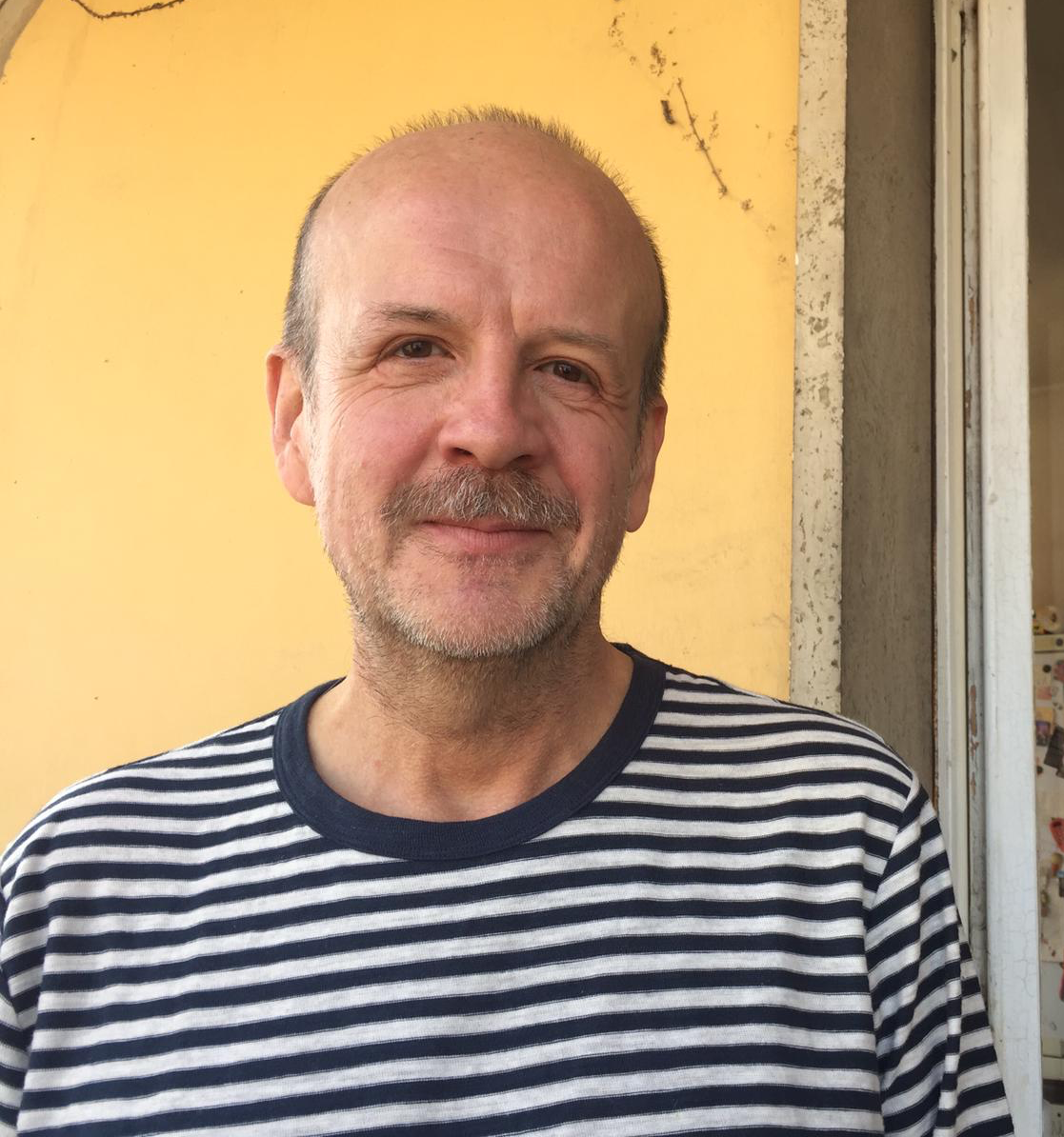
Roberto Accornero

Roberto Accornero (* 9. März 1957 in Ivrea) ist ein italienischer Schauspieler und Synchronsprecher.

## Leben und Wirken
Accornero spielte zahlreiche Film- und Theaterrollen, darunter den Monsignore Angelo Dell’Acqua im Fernsehfilm Ein Leben für den Frieden – Papst Johannes XXIII. und den Kapitän Aloisi in der Serie Il maresciallo Rocca. Sein Schaffen für Film und Fernsehen seit Mitte der 1980er Jahre umfasst mehr als 70 Produktionen.

## Filmografie (Auswahl)
- 1996–2005: Il maresciallo Rocca (Fernsehserie)
- 2001: Sleepless
- 2002: Ein Leben für den Frieden – Papst Johannes XXIII. (Papa Giovanni – Ioannes XXIII)
- 2008: Il maresciallo Rocca e l’amico d’infanzia (Miniserie)
- 2009: Die doppelte Stunde (La doppia ora)
- 2009: Ich, Don Giovanni (Io, Don Giovanni)
- 2016: Die Medici (I Medici, Fernsehserie)
- 2016: Rocco Schiavone (Fernsehserie, 2 Folgen)

## Theaterengagements (Auswahl)
- 1985: Die Möwe von Anton Tschechow, Regie: Mario Maranzana
- 1986: Le misanthrope von Molière, Regie: Carlo Cecchi
- 1987: La cenere di Vienna von Jean-Paul Sartre, Regie: Paola D’Ambrosio
- 1988: L'uomo, la bestia e la virtù von Luigi Pirandello, Regie: Carlo Cecchi
- 1991: Gli ultimi giorni dell’umanità von Karl Kraus, Regie: Luca Ronconi
- 1995: Fruen fra havet von Henrik Ibsen, Regie: Beppe Navello
- 1995: Occupandosi di Tom von Lucy Gannon, Regie: Massimiliano Troiani
- 2004: Staat von Platon, Regie: Italo Spinelli